# Lofix
Lofix – paliwo stałe stosowane jako podpałka w postaci gałek lub kostek. Sporządzony ze sprasowanego pyłu lub miału węgla brunatnego zmieszanego z naftalenem, zgodnie z Polską Normą PN-70/C-97049 z 1970, która zastąpiła wcześniejszą PN-57/C-97049 z 1957 roku.